# Lavradia
Lavradia là một chi thực vật có hoa trong họ Ochnaceae.

## Loài
Chi Lavradia gồm các loài: